# Atarneo
Atarneo (greco antico : Ἀταρνεύς), nota anche come Atarna (Ἄταρνα) e Atarneites (Ἀταρνείτης),  era un'antica città greca nella regione della Eolide, in Asia Minore. Si trovava sulla terraferma di fronte all'isola di Lesbo e sulla strada da Adramittio alla pianura del Caico .

## Storia
Atarneus sembra essere il vero nome originale, sebbene Atarna, o Atarnea, e Aterne possano aver prevalso in seguito. Stefano di Bisanzio, che dà solo il nome Atarna, usa costantemente il nome etnico Atarneus. 
Erodoto racconta la storia della città e del suo territorio, entrambi chiamati Atarneo, donati ai coloni di Chio da Ciro il Grande, per essersi arreso a lui. Infatti, successivamente il luogo fu occupato da alcuni esuli di Chio, che da questa posizione forte partirono e saccheggiarono la Ionia.
Atarneo, comunque, fiorì soprattutto nel IV secolo a.C., quando era la sede del governo di Ermia, un amico di Aristotele, che governava l'area da Atarneo ad Asso. Dopo la morte di suo padre, infatti, Aristotele fu curato ed educato da Prosseno di Atarneo, forse un suo zio e all'Accademia fece amicizia proprio con Ermia, che in seguito avrebbe seguito ad Atarneo, sposando successivamente la nipote di Ermia, Pizia.
La città fu abbandonata dagli abitanti nel I secolo a.C., forse a seguito dello scoppio di un'epidemia sconosciuta. Pausania dice che la calamità colpì gli Atarneiti perché scacciarono i Misi dalla loro città; ma poiché la posizione delle due città non era vicina, non è del tutto chiaro cosa intenda.